# Traité de Memmingen

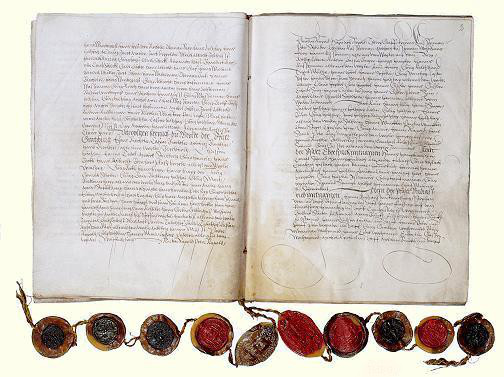
Le traité de Memmingen avec ses dix sceaux (1526).

Le traité de Memmingen (en allemand Memminger Vertrag) est un traité conclu entre la principauté abbatiale de Kempten et ses sujets. Le document manuscrit date de janvier 1526 et comporte 26 feuillets de parchemin 36,5  sur 28 centimètres et dix sceaux. 
Le traité est une conséquence de la guerre des Paysans allemands et garantit  certains droits aux paysans de la principauté dirigée par le prince-abbé. Le traité est nommé d'après Memmingen, ville où il a été conclu.

## Contexte
Les paysans révoltés de la principauté abbatiale de Kempten avaient subi une défaite militaire lors de la guerre des Paysans allemands en 1525, mais les séquelles n'étaient pas entièrement négatives. La Ligue de Souabe cherchait à arrêter les violences et excès dans la principauté. Des médiateurs de la Ligue étaient favorables à des concessions dans certaines des revendications des paysans, et insistent auprès du prince-abbé 
Sebastian von Breitenstein (de) sur l'importance d'un compromis.

## Le traité
Le traité conclu fixe un certain nombre de cadres. Le plus grand avantage pour les sujets était la fin de l’arbitraire dans les prélèvements d'impôts et de taxes par le prince-abbé. Non pas qu'ils aient été abolis, mais ils étaient réglementés. Ainsi, l'impôt de succession était confirmé, mais fixé à 30 Kreuzer  par part de propriété de 100 Gulden. De même, le coût de la libération du servage était fixé.
Le document pacificateur était si important aux sujets qu'il a été mis à l'abri dans la ville d'Empire, à l'intérieur d'une caissette fermée par quatre serrures. Il est conservé maintenant aux archives d'État d'Augsbourg.

## Une suite
Lors d'un autre conflit, en 1666, le contrat a servi de document de base pour une constitution  du régime absolutiste de la principauté. Dans ce conflit, les sujets se plaignent, devant le Conseil aulique, le « Reichshofrat », de la rapide augmentation des prélèvements opérés par le prince-abbé Roman Giel von Gielsberg (de), comme étant contraire au traité de Memmingen. La plainte est aussi fondée sur l’introduction arbitraire de nouveaux impôts et de transferts d'impôts divers. De nombreux sujets se plaignent aussi des gaspillages du prince-abbé qui se manifestent dans les dépenses élevés pour des voyages chez le pape et chez l'empereur.  Ces dépenses feraient croire que la principauté est plus riche qu'elle ne l'est en réalité et l'obligerait à son tour à des impôts impériaux et régionaux importants.
La liste des doléances des sujets a servi, avec d'autres documents, comme base à une expertise juridique de la faculté de droit de l'université d'Ingolstadt. Le point de vue des sujets y est confirmé pour l'essentiel. Une commission impériale envoyée à Kempten par le « Reichshofrat » certifie cette décision.